# کریستا لیندر
کریستا لیندر (آلمانی: Christa Linder؛ زادهٔ ۳ دسامبر ۱۹۴۳) بازیگر اهل آلمان است.
از فیلم‌هایی که وی در آن‌ها نقش داشته است، می‌توان به دکامرون ۳۰۰ و برادر تاتسیو، اهل ولتری اشاره نمود.